# Pakila
Pakila (schwed. Baggböle) ist ein Stadtteil (kaupunginosa) der finnischen Hauptstadt Helsinki mit rund 9800 Einwohnern. Der Stadtteil umfasst die Teilgebiete Länsi- und Itä-Pakila.
Pakila gehörte einst zur Landgemeinde Helsinki. Im 19. Jahrhundert war das Dorf noch ausschließlich schwedischsprachig. Die Einwohnerzahl betrug etwa 40. Im 20. Jahrhundert wurde Pakila allmählich zu einem Vorort Helsinki und im Stadtteil wohnten fortan überwiegend ärmere Bevölkerungsschichten, wodurch nach dem Krieg die linkssozialistische SKDL hier eine Hochburg hatte. Außerdem stieg die Einwohnerzahl merklich an, da karelische Flüchtlinge nach Pakila kamen. In den folgenden Jahrzehnten entwickelte sich der Stadtteil zu einem Gebiet der Mittelschicht und die konservativ-bürgerliche Nationale Sammlungspartei wurde zur stärksten Kraft Pakilas.
Der Schriftsteller Martti Larni (1909–1993) wurde in Pakila geboren.

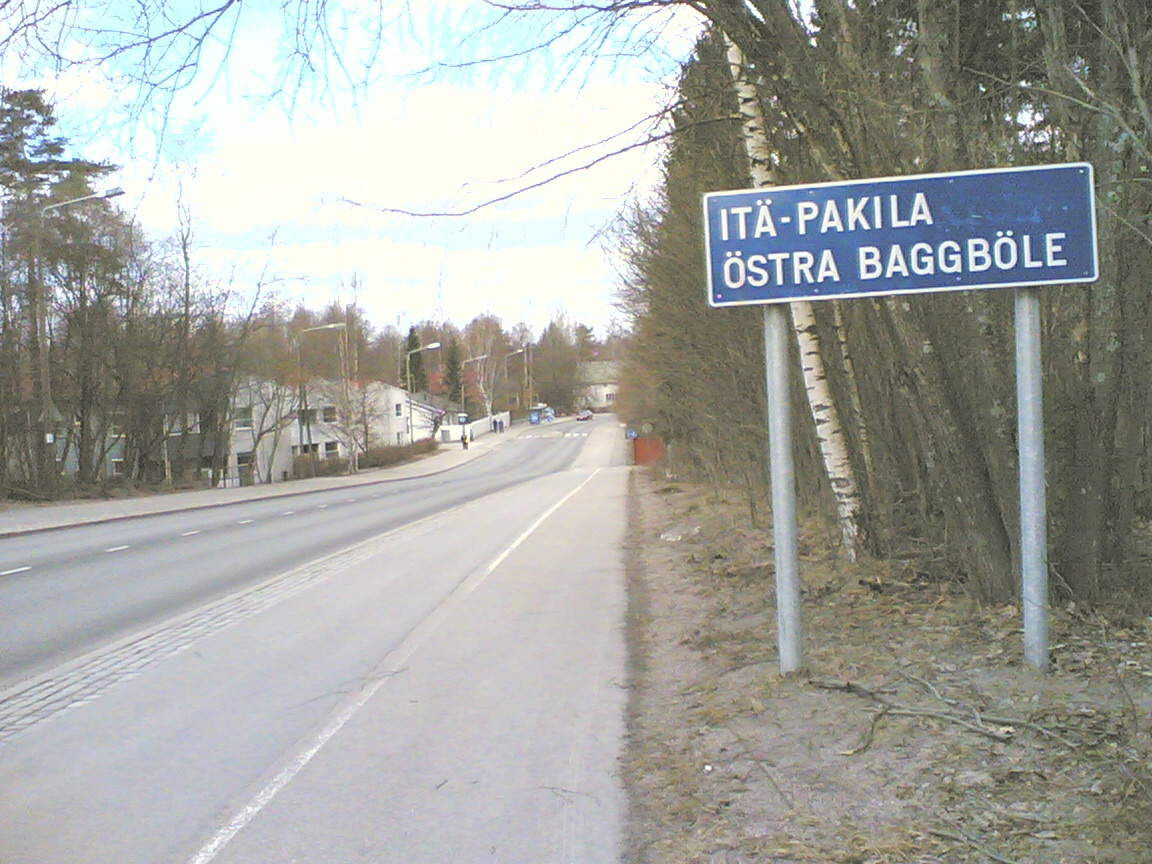
Einfahrt in Itä-Pakila
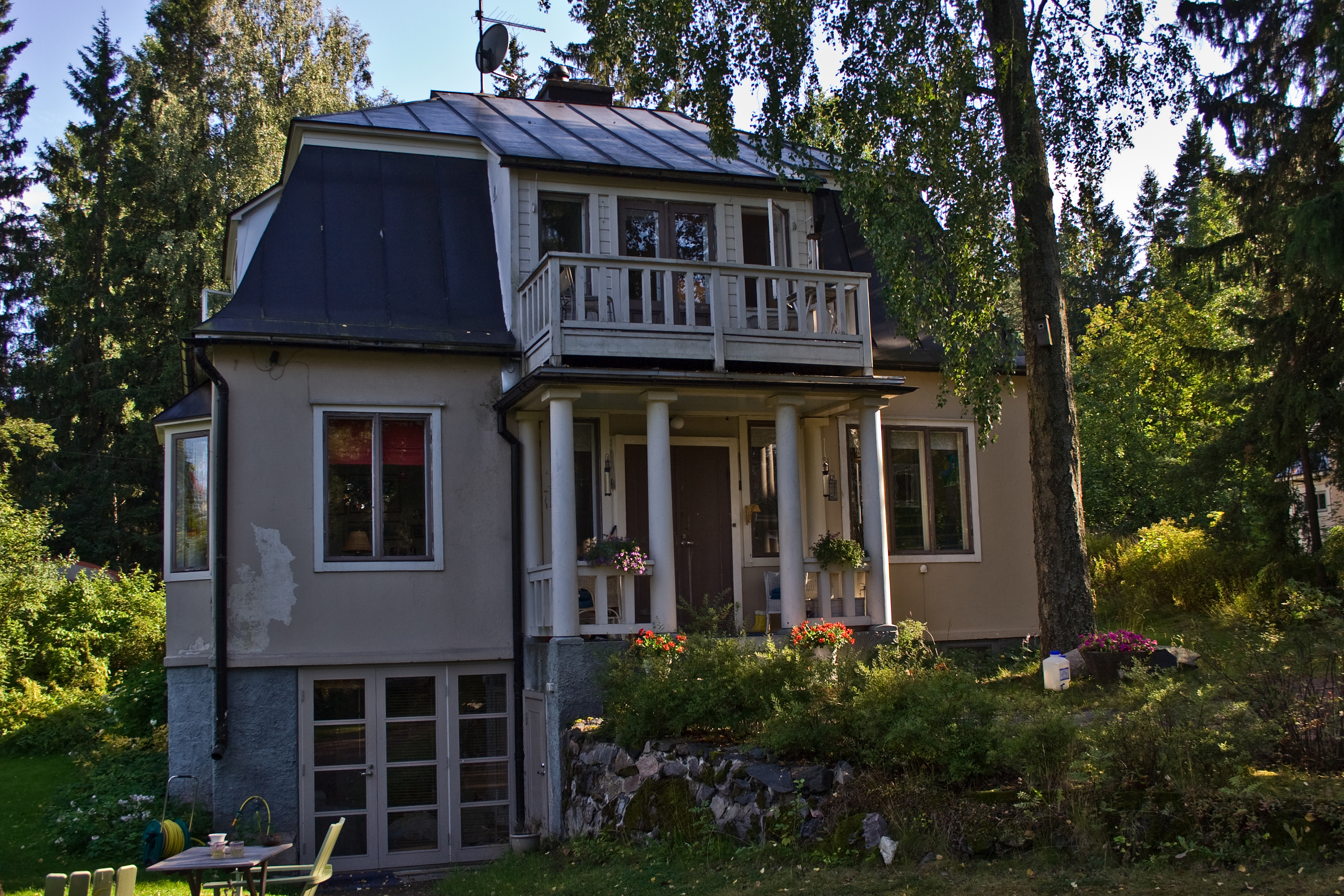
Haus in der Papinmäentie